# Drag Race (TV serijal)
Drag Race je natjecateljski reality serijal kojeg je RuPaul osmislio s produkcijskom kućom World of Wonder. Serijal potječe iz američke emisije RuPaul's Drag Race koja se prikazuje od 2009. godine. Format serijala prati desetak drag kraljica (en. Drag Queens) po sezoni koje se kroz razne izazove natječu za titulu pobjednice te novčane i druge nagrade. Do 2024. godine snimljeno je i prikazano više od deset inačica emisije diljem svijeta.

## Pozadina
Kao jedna od najpoznatijih „drag kraljica” u svijetu, RuPaul je 2009. godine pokrenuo svoju emisiju RuPaul's Drag Race u kojoj je u potrazi za „slijedećom američkom drag superzvijezdom”. Serija je postigla uspjeh te glavna američka emisija trenutno broji 16 sezona, a od 2012. godine prikazalo se i 8 sezona američke All Stars verzije. 
Godine 2018. Tajland postaje prva zemlja koja je adaptirala RuPaulovu emisiju, a 2019. godine Drag Race je dobio i britansku verziju pod nazivom RuPaul's Drag Race UK u kojoj, kao i originalu, RuPaul ima ulogu izvršnog producenta te voditelja emisije. Serijal je od 2020. godine do danas dobio brojne inačice diljem svijeta te se tako proširio i u zapadnoj Europi u kojoj su se do sada emitirale nizozemska, španjolska, talijanska, francuska, švedska, belgijska i njemačka inačica. Osim američke, britanske i australsko-novozelandske emisije koje vodi RuPaul, voditeljice svjetskih inačica su obično poznate drag kraljice iz pripadajuće zemlje. 

## Emisije iz serijalaDrag Race
| Boja | Značenje boje u tablicama                                |
| ---- | -------------------------------------------------------- |
| ‡    | Emisija se trenutno prikazuje ili ima nadolazeću sezonu. |
| #    | Emisija se više ne prikazuje.                            |
| ⁂    | Status emisije je nepoznat.                              |

| Regija/država               | Lokalni naziv                             | Voditelj(i)                               | Mreža                                                         | Br. sezona | Premijera           | Izv.          |
| --------------------------- | ----------------------------------------- | ----------------------------------------- | ------------------------------------------------------------- | ---------- | ------------------- | ------------- |
| Australija Novi Zeland      | Drag Race Down Under‡                     | RuPaul (1.–3. s.) Michelle Visage (4. s.) | Stan TVNZ 2 TVNZ+                                             | 4          | 1. svibnja 2021.    | [ 4 ]         |
| Austrija Njemačka Švicarska | Drag Race Germany⁂                        | Barbie Breakout                           | MTV                                                           | 1          | 5. rujna 2023.      | [ 5 ]         |
| Belgija                     | Drag Race Belgique⁂                       | Rita Baga                                 | Tipik                                                         | 2          | 16. veljače 2023.   | [ 6 ]         |
| Brazil                      | Drag Race Brasil‡                         | Grag Queen                                | MTV Paramount+                                                | 1          | 30. kolovoza 2023.  | [ 7 ]         |
| Filipini                    | Drag Race Philippines‡                    | Paolo Ballesteros                         | HBO Go (1.–3. s.) Discovery+ (1. s.)                          | 3          | 17. kolovoza 2022.  | [ 8 ]         |
| Francuska                   | Drag Race France‡                         | Nicky Doll                                | France.tv Slash France 2                                      | 3          | 25. lipnja 2022.    | [ 9 ]         |
| Italija                     | Drag Race Italia⁂                         | Priscilla                                 | Paramount+ (3. s.) Discovery+ (1.–2. s.) Real Time (1.–2. s.) | 3          | 18. studenoga 2021. | [ 10 ]        |
| Kanada                      | Canada's Drag Race‡                       | Brooke Lynn Hytes                         | Crave                                                         | 4          | 2. srpnja 2020.     | [ 11 ]        |
| Kanada                      | Canada's Drag Race: Canada vs. the World‡ | Brooke Lynn Hytes                         | Crave                                                         | 2          | 18. studenoga 2022. | [ 12 ]        |
| Meksiko                     | Drag Race México‡                         | Lolita Banana Valentina                   | MTV Paramount+                                                | 2          | 22. lipnja 2023.    | [ 13 ]        |
| Nizozemska                  | Drag Race Holland#                        | Fred van Leer                             | Videoland                                                     | 2          | 18. rujna 2020.     | [ 14 ]        |
| Španjolska                  | Drag Race España‡                         | Supreme Deluxe                            | Atresplayer Premium                                           | 4          | 30. svibnja 2021.   |               |
| Španjolska                  | Drag Race España: All Stars⁂              | Supreme Deluxe                            | Atresplayer Premium                                           | 1          | 4. veljače 2024.    | [ 15 ] [ 16 ] |
| Švedska                     | Drag Race Sverige⁂                        | Robert Fux                                | SVT1 SVT Play                                                 | 1          | 4. ožujka 2023.     |               |
| SAD                         | RuPaul's Drag Race‡                       | RuPaul                                    | Logo TV (1.–8. s.) VH1 (9.–14. s.) MTV (15.–16. s.)           | 16         | 2. veljače 2009.    | [ 2 ]         |
| SAD                         | RuPaul's Drag Race All Stars‡             | RuPaul                                    | Logo TV (1.–2. s.) VH1 (3.–5. s.) Paramount+ (6.–9. s.)       | 9          | 22. listopada 2012. | [ 17 ] [ 18 ] |
| SAD                         | RuPaul's Drag Race Global All Stars‡      | RuPaul                                    | Paramount+                                                    | 1          | 16. kolovoza 2024.  | [ 19 ]        |
| SAD                         | RuPaul's Secret Celebrity Drag Race‡      | RuPaul                                    | VH1                                                           | 2          | 24. travnja 2020.   |               |
| Tajland                     | Drag Race Thailand‡                       | Art Arya Pangina Heals                    | Line TV                                                       | 2          | 15. veljače 2018.   |               |
| Ujedinjeno Kraljevstvo      | RuPaul's Drag Race UK‡                    | RuPaul                                    | BBC One (1.–3. s.) BBC Three (4.–5. s.)                       | 6          | 3. listopada 2019.  | [ 3 ]         |
| Ujedinjeno Kraljevstvo      | RuPaul's Drag Race: UK vs. the World‡     | RuPaul                                    | BBC Three                                                     | 2          | 1. veljače 2022.    | [ 20 ]        |